# Бота, Бриони
Бриони Бота (англ. Bryony Botha; род. 4 ноября 1997, Окленд) — новозеландская профессиональная велогонщица, выступающая в трековых и шоссейных гонках. На треке она специализируется в командной гонке преследования.

## Спортивная карьера
В двенадцать лет Бриони Бота вместе с семьёй посетила места проведения летних Олимпийских игр 2004 года в Афинах. Она была очарована и представляла, что однажды будет бегать на легкоатлетической дорожке. «Тогда мы ещё не понимали, что в итоге это будет совсем другая дорожка», — позже рассказывала она. Сначала она занималась триатлоном, но её результаты в плавании и беге были недостаточно хороши, поэтому в итоге она сосредоточилась на велоспорте. Её тренировал отец. Будучи проверенным «командным игроком», она особенно полюбила командную гонку преследования.
В 2014 году Бота завоевала бронзу в командной гонке преследования на юниорском чемпионате мира по трековому велоспорту в Кванмёне (Южная Корея). В следующем году она стала чемпионкой мира среди юниоров в этой дисциплине вместе с Микаэлой Драммонд, Мадлен Парк и Холли Уайт.
С Бриони Ботой в составе новозеландская четвёрка завоевала несколько медалей на международных соревнованиях, включая две золотые медали в гонках Кубка мира по трековому велоспорту. В 2018 году четвёрка с Ботой также завоевала серебро на Играх Содружества. На летних Олимпийских играх в Токио новозеландская четвёрка с Ботой заняла восьмое место в командной гонке преследования.
В 2022 году Бота добилась значительных успехов: она стала чемпионкой Океании в индивидуальной гонке преследования, с Пруденс Фаулер, Элли Уолластон и Эллой Уайлли — в командной гонке преследования, а с Уолластон — в мэдисоне. На Играх Содружества она завоевала золото в индивидуальной гонке преследования и серебро в командной гонке с Эллесс Эндрюс, Микаэлой Драммонд и Эмили Шермен. Заняла второе место в индивидуальной гонке, а также выиграла три национальных титула. В 2023 году она выиграла два титула чемпиона Океании.
7 августа 2024 года вместе с Элли Уолластон, Бриони Бота и Николь Шилдс она завоевала серебряную медаль в командной гонке преследования на летних Олимпийских играх в Париже.